# Landskrona (comuna)
Landskrona ou Corônia (em latim: Coronia; em sueco: Landskronas kommun) é uma comuna da Suécia localizada no condado de Escânia. Sua capital é a cidade de Landskrona. Tem 140 quilômetros quadrados e pelo censo de 2018, havia 45 775 habitantes.